# Туркменпочта
«Туркменпочта» (туркм. Türkmenpoçta) — компания почтовой связи, является официальным почтовым оператором в Туркменистана с центральным офисом в Ашхабаде.
С 26 января 1993 года член Всемирного почтового союза.

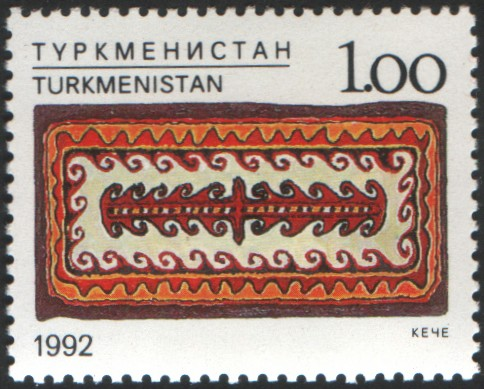
С 1992 года для нужд «Туркменпочты» издаются собственные почтовые марки

## Название
Компания имеет официальное название на трёх языках:
| Язык             | Сокращённое наименование | Полное наименование                          |
| ---------------- | ------------------------ | -------------------------------------------- |
| туркменский язык | «Türkmenpoçta»           | «Türkmenpoçta» poçta aragatnaşyk kompaniýasy |
| русский язык     | «Туркменпочта»           | Почтовая компания связи «Туркменпочта»       |
| английский язык  | «Turkmenpochta»          | «Turkmenpochta» Postal service company       |

## История
Почтовая связь существовала на территории Туркменистана со времён Российской империи и Советского Союза. Начиная с октября 1991 года в стране организована и функционирует собственная почтовая служба.

## Штаб-квартира
Центральный офис компании находится по адресу:
Туркменистан, Ашхабад, ул. М. Косаева (2023), д. 16 (туркм. Türkmenistan, Aşgabat, M. Kösäýew (2023), j. 16)

## Официальный сайт компании
Официальный сайт компании Post.tm доступен на туркменском, английском и русском языках. На сайте также функционирует Turkmenpost Market, предоставляющий онлайн-покупку товаров.

## Современность
Почтовое обслуживание, как один из видов системы связи, развивается в Туркменистане быстрыми темпами. Сегодня «Туркменпочта» — один из самых популярных сервисов Туркменистана по оказанию услуг населению.
Повышение интереса к почтовой связи в стране привело к увеличению объёма предоставляемых компанией услуг и повышению их качества.
В любом отделении «Туркменпочта» можно отправить письма, посылки, переводы по Туркменистану и за рубеж, крупногабаритные посылки, EMS-отправления и экспресс переводы.
Среди партнеров «Туркменпочты» компания DHL Express.
На данный момент «Туркменпочта» оказывает услуги в пяти велаятах, всех городах и посёлках городского типа.
Общее число отделений «Туркменпочта» на сегодняшний день 146. Они оборудованы современной техникой связи, где за услуги организован приём платежей безналичным способом, банковскими картами и наличными.

## Услуги компании
Компания почтовой связи «Туркменпочта» оказывает следующие услуги:
- отправка и получение писем, бандеролей, посылок, возможность отслеживание посылок по трек-номеру;
- оформление подписки на газеты и журналы. Возможность онлайн-подписки через приложение «Abuna» и «Turkmenmetmugat»;
- почтовые денежные переводы;
- вызов курьера; (от двери-до двери)
- оплата коммунальных услуг;
- проверка штрафов в онлайн режиме, через сайт https://post.tm/;
- Отслеживание посылок по трек-номеру;
- Оплата коммунальных услуг в отделениях и с помощью мобильной программы ÇaparPay.